# فرودگاه محلی رپید سیتی
 فرودگاه محلی رپید سیتی (به انگلیسی: Rapid City Regional Airport) یک فرودگاه همگانی بهره‌برداری هوایی با کد یاتا RAP است که یک باند فرود بتن دارد و طول باند آن ۲۶۵۲ متر است. این فرودگاه در کشور ایالات متحده آمریکا قرار دارد و در ارتفاع ۹۷۷ متری از سطح دریا واقع شده است.

## شرکت‌های هواپیمایی و مقصدهای پروازی

### مسافری
| شرکت‌های هواپیمایی | مقصدهای پروازی                                               |
| ----------------- | ------------------------------------------------------------ |
| الیجنت ایر        | مک‌کاران، فینکس-مسا                                           |
| امریکن ایگل       | دالاس-فورت ورث فصلی: شارلوت داگلاس، اوهر شیکاگو              |
| دلتا ایرلاینز     | مینیاپولیس−سنت پل                                            |
| دلتا کانکشن       | مینیاپولیس−سنت پل، سالت‌لیک‌سیتی فصلی: هارتسفیلد-جکسون آتلانتا |
| یونایتد اکسپرس    | دنور فصلی: اوهر شیکاگو، جرج بوش                              |

| Destinations map |
| --- |
| Rapid Cityهارتسفیلد-جکسون آتلانتااوهر شیکاگودالاس-فورت ورثدنورمینیاپولیس−سنت پلمک‌کارانفینکس-مساسالت‌لیک‌سیتیجرج بوششارلوت داگلاس All passenger destinations from Rapid City Regional Airport. · |